# Don Byron
Don Byron (* 8. listopadu 1958) je americký klarinetista. Narodil se do hudební rodiny v New Yorku, matka hrála na klavír, otec na kontrabas. Studoval hudbu na Novoanglické hudební konzervatoři, kde byl jeho učitelem klavírista George Russell. Své první album nazvané Tuskegee Experiments vydal v roce 1992 na značce Nonesuch Records. Během své kariéry spolupracoval s desítkami hudebníků, mezi něž patří například Bill Frisell, Gerry Hemingway, Allen Toussaint, Marc Ribot a Suzanne Vega.